# Бранчбург (Нью-Джерсі)
Бранчбург (англ. Branchburg) — селище (англ. village) в США, в окрузі Сомерсет штату Нью-Джерсі. Населення — 14 940 осіб (2020).

## Демографія
Згідно з переписом 2010 року, у селищі мешкало 14 459 осіб у 5271 домогосподарстві у складі 4031 родини. Було 5419 помешкань
Расовий склад населення:
| - 86,8 % — білих - 8,4 % — азіатів - 2,3 % — чорних або афроамериканців - 0,2 % — корінних американців |

До двох чи більше рас належало 1,8 %. Частка іспаномовних становила 4,4 % від усіх жителів.
За віковим діапазоном населення розподілялося таким чином: 26,1 % — особи молодші 18 років, 62,9 % — особи у віці 18—64 років, 11,0 % — особи у віці 65 років та старші. Медіана віку мешканця становила 42,3 року. На 100 осіб жіночої статі у селищі припадало 95,6 чоловіків;  на 100 жінок у віці від 18 років та старших — 92,4 чоловіків також старших 18 років.
Середній дохід на одне домашнє господарство  становив 141 265 доларів США (медіана — 124 306), а середній дохід на одну сім'ю — 154 627 доларів (медіана — 137 555). Медіана доходів становила 93 199 доларів для чоловіків та 70 107 доларів для жінок. За межею бідності перебувало 3,8 % осіб, у тому числі 5,0 % дітей у віці до 18 років та 2,7 % осіб у віці 65 років та старших.
Цивільне працевлаштоване населення становило 7842 особи. Основні галузі зайнятості: освіта, охорона здоров'я та соціальна допомога — 21,6 %, науковці, спеціалісти, менеджери — 16,5 %, виробництво — 11,5 %, фінанси, страхування та нерухомість — 10,5 %.